# 新内駅 (ソウル特別市)
新内駅（シンネえき）は、大韓民国ソウル特別市中浪区新内洞にある韓国鉄道公社（KORAIL）とソウル交通公社の駅。

## 利用可能な鉄道路線
韓国鉄道公社（KORAIL）
 京春線 (P122)
ソウル交通公社
 6号線 (648)

## 歴史
- 2013年12月28日 - 京春線の駅が開業。
- 2019年12月21日 - 6号線の駅が開業し乗換駅となる。

### 今後
計画では、京春線は6号線の新内車両事業所を高架で通過し、6号線とソウル軽電鉄面牧線の乗換駅となる予定となっている。
6号線は、予算上の問題により着工が遅れていたが、2019年末に開業した。6号線の唯一の地上駅となっている。
また、6号線を新内駅から首都圏電鉄京義・中央線陶農駅まで延長する構想も検討されている。

## 駅構造

### 韓国鉄道公社

#### のりば

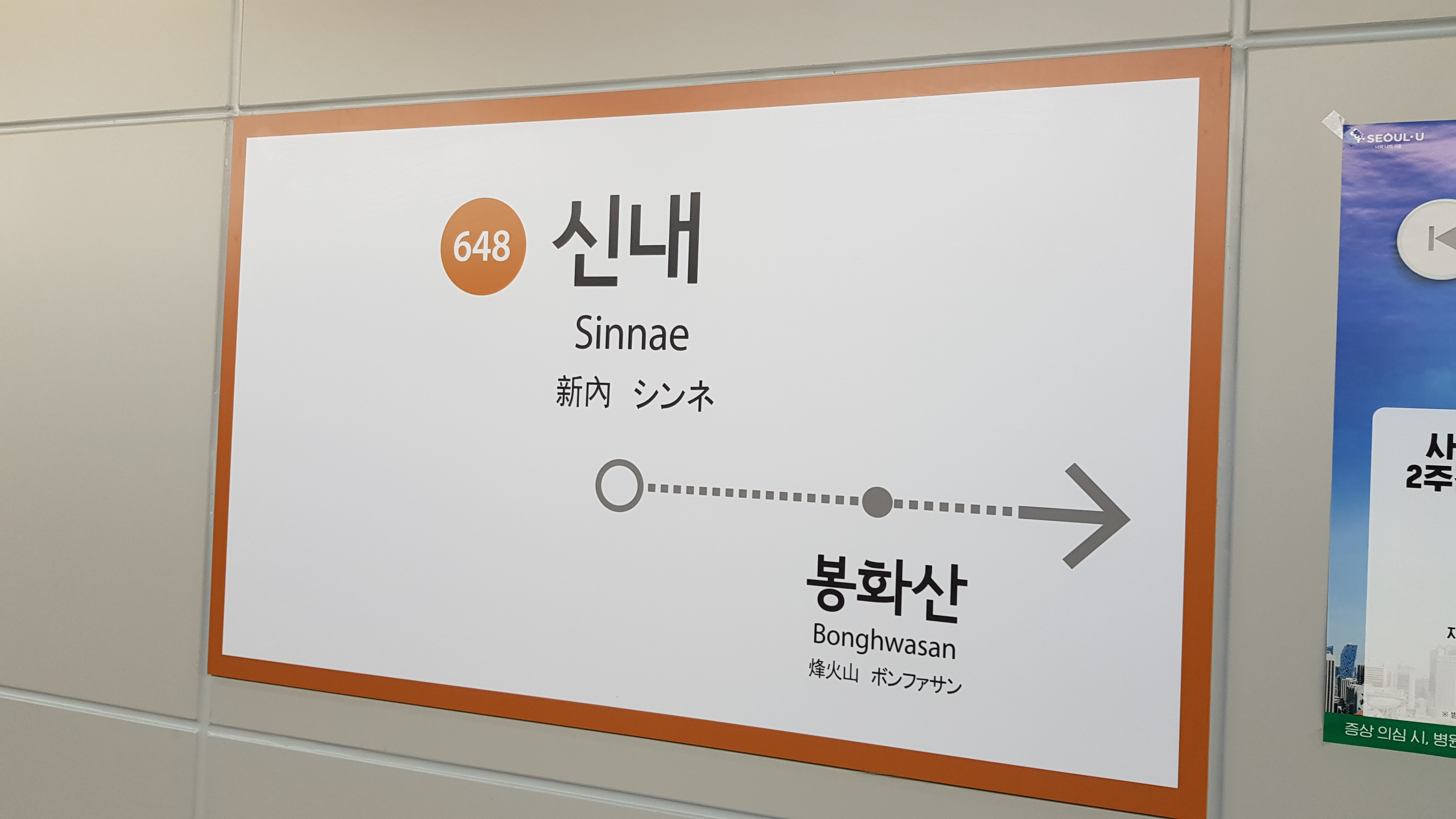
駅名標

相対式ホーム2面2線の高架駅。
| 1 | 京春線 | 思陵・坪内好坪・磨石・南春川・春川方面 |
| 2 | 京春線 | 上鳳方面                               |

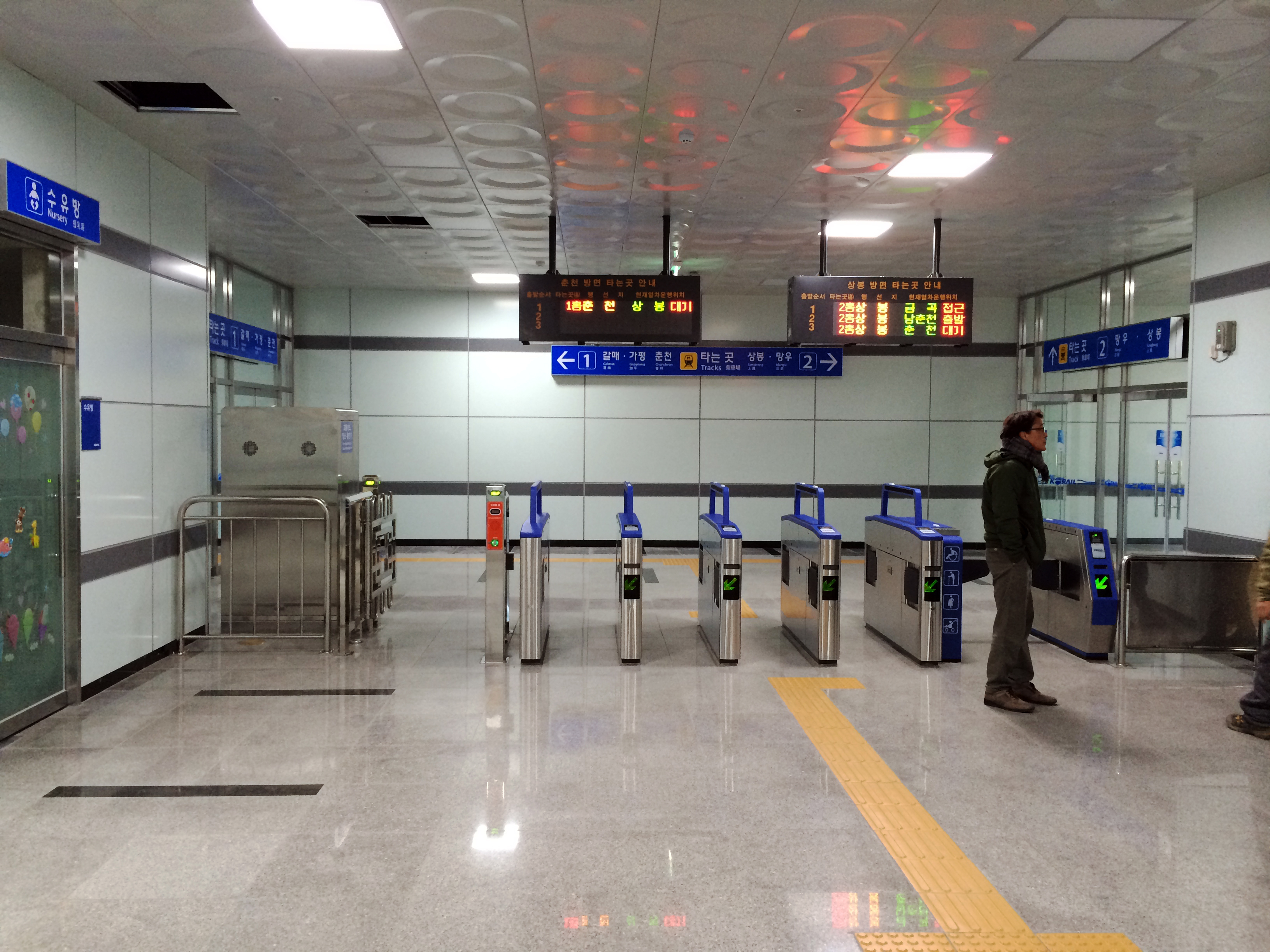
改札口
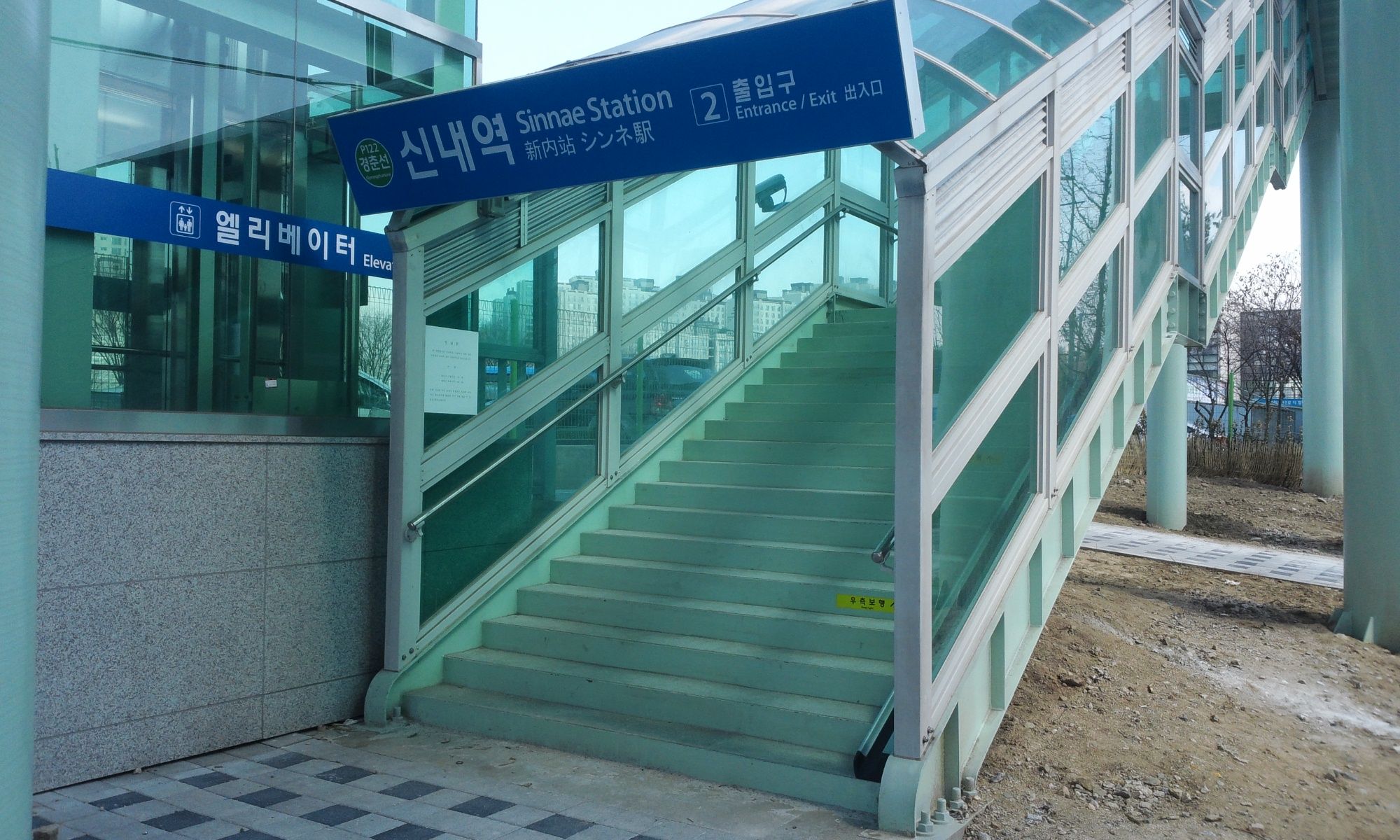
2番出口

### ソウル交通公社
単式ホーム1面1線の地上駅。

#### のりば
のりばの番号は存在しない。
| 6号線 | 泰陵入口・高麗大・ワールドカップ競技場・鷹岩方面 |

- 駅名標

## 利用状況
近年の1日平均利用人員推移は下記のとおり。なお、2013年は開業日の12月28日から12月31日までの4日間の平均である。
| 路線   | 路線     | 2010年 | 2011年 | 2012年 | 2013年 | 2014年 | 2015年 | 2016年 | 2017年 | 2018年 | 出典  |
| ------ | -------- | ------ | ------ | ------ | ------ | ------ | ------ | ------ | ------ | ------ | ----- |
| 京春線 | 乗車人員 | 未開業 | 未開業 | 未開業 | 135    | 428    | 631    | 700    | 745    | 737    | [ 2 ] |
| 京春線 | 降車人員 | 未開業 | 未開業 | 未開業 | 213    | 526    | 708    | 777    | 808    | 790    | [ 2 ] |
| 京春線 | 乗降人員 | 未開業 | 未開業 | 未開業 | 348    | 954    | 1,339  | 1,477  | 1,553  | 1,527  | [ 2 ] |

## 駅周辺
- ソウル中浪警察署
- 6号線 新内車両事業所
- 中浪公営車庫
- ソウル医療院（朝鮮語版）

## 隣の駅
韓国鉄道公社
 京春線
急行
通過
緩行
忘憂駅 (K121) - 新内駅 (P122) - 葛梅駅 (P123)
ソウル交通公社
 6号線
峰火山駅 (647) - 新内駅 (648)